# Галлура (юдикат)

Юдикаты средневековой Сардинии. Галлура в северо-восточной части острова.

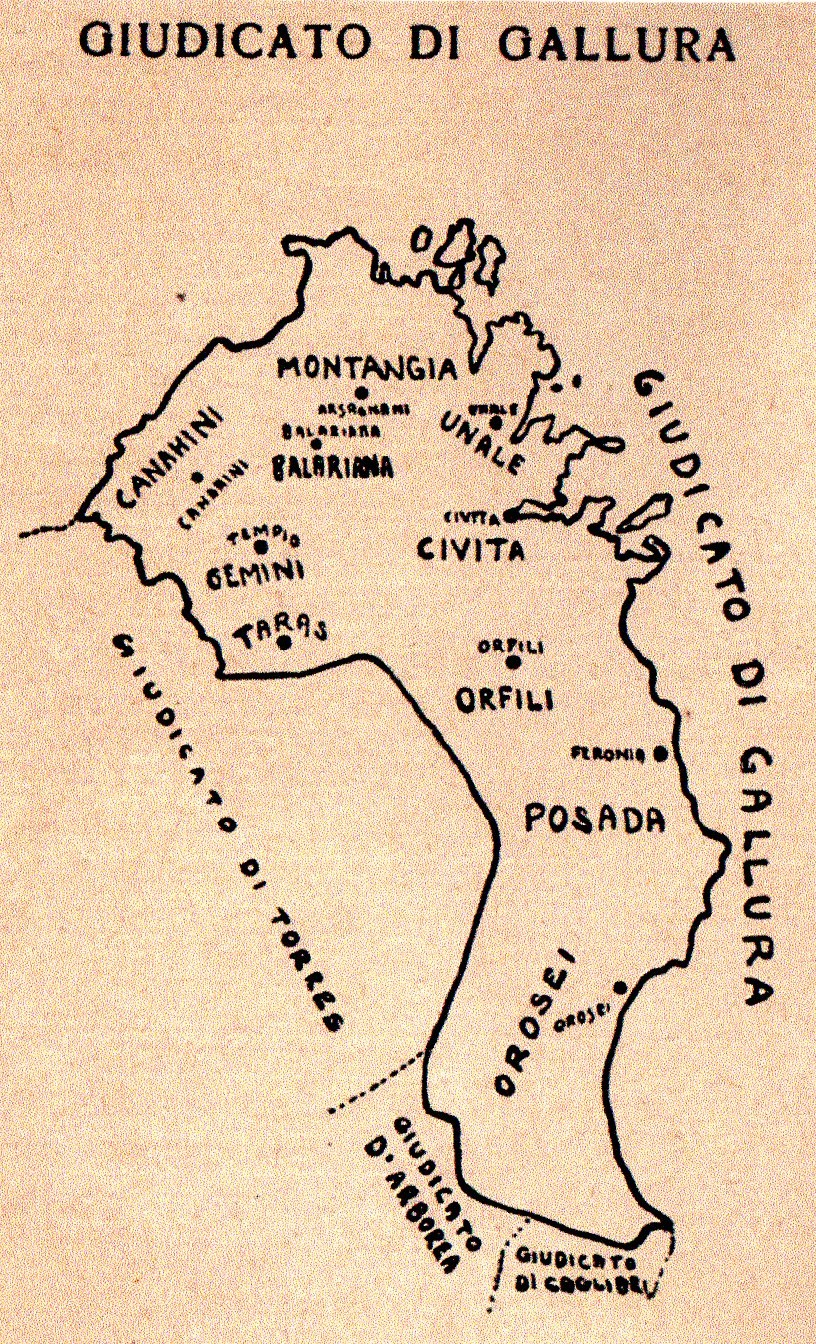
Карта Галлуры

Галлурский юдикат (сард. Giuigadu de Gallura, итал. Giudicato di Gallura) — средневековое княжество (юдикат) в Галлуре, управлявшееся судьями (юдиками). Располагалось в северо-восточной части острова Сардиния (сегодняшние провинции Сассари и Нуоро). Делилось на 13 кураторий.
В конце VIII века, после того как соседнюю Корсику захватили арабы, Сардиния оказалась отрезанной от своей метрополии — Византийской империи. Для защиты от сарацинских набегов крупные портовые города Сардинии стали избирать себе правителей — судей (Judex ius dicens). Со временем их власть стала наследственной. Сардиния разделилась на 4 юдиката (giudicati). Столицей Галлуры был город Чивита.
В 1287 году Галлуру захватила Пиза и удерживала её до завоевания Арагоном в 1323—1324 годах.

## Список судей Галлуры
- ок. 1022 Манфредо
- до 1038 Бальдо (Убальдо)
- с 1038 Баризоне I
- Андреа
- 1054—1073 Константино I — первый судья, о ком имеются документальные свидетельства.
- ок. 1080 Торкиторио ди Цори, муж внучки Костантино I
- ок. 1092 Салтаро, сын
- 1113—1117 Оттокорре ди Гунале
- 1117-1130 Константино II Спану, муж дочери Торкиторио
- 1130—1146 Комита Спану, сын.

### Династия Гунале
- 1146—1173 Константино III ди Лакон-Гунале, потомок Оттокоре
- 1173—1203 Баризоне II, сын
- 1203—1220 Елена, дочь
- 1206—1211 Ламберто Висконти, муж
- 1211—1216 Комита II ди Торрес

### Династия Висконти
- 1216—1223 Ламберто Висконти
- 1223—1238 Убальдо Висконти, сын
- 1238—1275 Джованни (Кьяно) Висконти, сын
- 1275—1296 Уголино (Нино) Висконти, сын. С 1287 года титулярный судья.
- 1296—1308/1309 Джованна Висконти, дочь. Титулярная юдикесса.